# バンク・ジョブ
『バンク・ジョブ』（原題：The Bank Job）は、2008年公開のイギリス映画の強盗スリラー映画。ロジャー・ドナルドソン監督、ディック・クレメントとイアン・ラ・フレネの脚本、主演はジェイソン・ステイサム。
1971年にロンドンのベイカー街で実際に起こった銀行強盗事件「ベイカーストリート強盗事件」（「ウォーキートーキー強盗」ともいう）をモデルにしている。

## ストーリー
テリーはかつて裏社会に身を置いていたが、妻子のために足を洗い、現在は中古車店を経営していた。経営は順調とは言えずギャングの高利貸しに嫌がらせを受けていた。そこに旧知のモデル、マルティーヌが、警報装置の交換を行う銀行の地下貸金庫を襲おうという話を持って来た。貸金庫にあるのは隠し資産などの人に知られてはならない物ばかりなので、被害届も出しにくいという。テリーは友人ら5人を誘い計画を練る。
1971年9月のある日曜日、ロンドンのベイカー・ストリート185番地のロイズ銀行に強盗団が押し入る。テリーたちは銀行の2つ隣の店を買い取り、そこから銀行の地下金庫まで15メートルほどのトンネルを掘ったのだった。途中、17世紀のペスト禍で死んだ人々の地下墳墓を掘り当て、これが銀行の真下まで続いていたことで作業は飛躍的に進む。穴掘り作業中、近くの建物に見張りを立たせ、無線（ウォーキートーキー）を使って連絡しているのをアマチュア無線家に傍受される。しかし、警察はアマチュア無線家の通報を当初は相手にせず、また取り上げてからも具体的にどこの銀行が襲われるか分からず、総当りに当たることにする。貸金庫に入って大はしゃぎで金品を物色するテリーたち。そのときパトカーがロイズ銀行にやってくる。金庫の前まで警官が来るが、タイマー錠で開けられなくなっている扉が破壊された様子もないので、中を確認することもなく去る。しかし、いつまた戻ってくるとも限らないと、強盗団は慌ててブツを持って逃げることにする。銀行の裏手から走り出た車両を、周辺で見張っていた政府のエージェントたちが強引に停車させるが、乗っていたのはアルバイトで雇われた中年の男だった。逃亡車両はマルティーヌの知らぬ間に別に用意してあったのだ。その車両でガレージに逃げ込みブツを確認したテリーたちは驚愕する。出てきた物は各国の通貨や宝石だけではなく、大臣をはじめとする有名人たちのスキャンダラスな写真だった。中でもスキャンダラスなのはマーガレット王女のセックス写真であった。テリーがマルティーヌを問いつめると、彼女は情報機関MI5の工作員ティムから特定の貸金庫にしまわれているブツの強奪を頼まれたことを告白する。実は3週間前にマルティーヌはモロッコからの麻薬密輸で逮捕されていたが、銀行強盗を実行すれば無罪にするとティムが持ちかけてきたのだった。写真は自称公民権運動家のテロリスト、「英国のマルコムX」ことマイケルＸ（Michael X）が撮ったスキャンダル写真で、このネタで政府をゆすりこれまで逮捕を免れていたのだった。業を煮やした政府は、非合法手段による奪取をもくろみ、ティムが立案した強盗作戦を実行させたのだった。
銀行から数百万ポンドの現金と宝石類が強奪された事件は連日大々的に報道される。無線傍受の録音がラジオで流され、テリーの子供たちも「パパがラジオに出ている」と騒ぐ。テリーの妻は再び犯罪に手を染めたテリーを責める。ポルノ業者ヴォーゲルはウェストエンドの警官たちへの賄賂が記録してある裏台帳が盗まれたことに気付き、これを知った汚職警官たちも慌て始める。売春宿から、特殊性癖にふける姿を隠し撮りしたスキャンダル写真が盗まれたことを知った政府高官たちも回収しようと焦る。実行犯たちは政府のエージェントや筋金入りのプロの刺客に狙われるようになる。先に海外に逃亡したガイとバンパスは何者かによって殺害される。徐々に犯人たちは追いつめられ、強奪した「秘密」を巡る命を懸けた駆け引きが繰り広げられる。そして、新聞は報道を全く止める。政府が歴史上数回しか発したことのない「D通告・国防機密報道禁止令」（D-Notice）を出したのだ。
ティムはマーガレット王女のスキャンダル写真を引き渡せと迫り、テリーの仲間を誘拐・拷問してテリーにたどり着いたヴォーゲルも、裏台帳とスキャンダル写真の引渡を要求してくる。ヴォーゲルは裏社会を通じてマイケルＸとも接触があり、スキャンダル写真を取り返そうとしていたのである。ティムに従えば仲間を見捨てることになり、ヴォーゲルに従えばティムら政府から狙われることになるとテリーは苦悩する。
結局テリーは、パディントン駅で王室の責任者・マウントバッテン卿に王女の写真を渡し、パスポートと不逮捕の保証を受ける。パディントン駅へ人質交換にやってきたヴォーゲルらはMI5の存在に気付いて逃亡を図りテリーたちを襲う。そこへ、強盗事件捜査担当のロイ・ギブン巡査部長が駆けつけ、汚職警官とテリーたちの両方を逮捕する。ロイがヴォーゲルの裏帳簿に載っていないのを確認したテリーは、裏帳簿の引渡場所としてパディントン駅を指定していたのだった。パトカーに乗せられたテリーたちは、マウントバッテン卿の計らいで釈放される。
ヴォーゲルに殺された仲間の追悼パーティーでマルティーヌはテリーの妻に近づく。テリーに好意を持っており一緒に逃げたかったが、テリーにその気はなかったと聞き妻はテリーを許す。
スキャンダル写真を入手した英国政府は、トリニダード・トバゴの隠れ家にいたマイケルＸを急襲、これを逮捕し隠れ家を焼却する。マイケルＸは先に、MI5がマイケルの部下の恋人として潜り込ませていた女性エージェント、ゲイルを粛清したことで絞首刑となる。
警察は大粛正され、ヴォーゲルも服役。政府高官も多くが辞職に追い込まれた。ロイズ銀行の貸金庫に預けていた被害者の多くが被害内容の申告を拒否した。

## 登場人物
テリー・レザー
演 - ジェイソン・ステイサム
中古車屋の経営者。借金をしているなど資金繰りに苦しんでいる。
マルティーヌ・ラブ
演 - サフロン・バロウズ
テリーの元恋人。テリーに銀行強盗の話を持ち掛ける。
ケヴィン・スウェイン
演 - スティーヴン・キャンベル・ムーア
テリーの仲間
デイヴ・シリング
演 - ダニエル・メイズ
テリーの仲間。拷問を受けて死亡する。
ガイ・シンガー
演 - ジェームズ・フォークナー
テリーの仲間。
バンバス
演 - アルキ・デヴィッド
穴掘りの名人。
エディ・バートン
演 - マイケル・ジブソン
テリーの職場の同僚。
ティム・エヴェレット
演 - リチャード・リンターン
MI5。マルティーヌに司法取引を持ち掛ける。
マイルズ・アークハート
演 - ピーター・ボウルズ
ティムの上司。
ゲイル・ベンソン
演 - ハティ・モラハン
マイケルXの元に送り込まれる。気さくな性格。
ウェンディ・レザー
演 - キーリー・ホーズ
テリーの妻。
ロウ・ヴォーゲル
演 - デヴィッド・スーシェ
風俗店などを経営している男。
マイケルX
演 - ピーター・デ・ジャージー
黒人活動家。
ハキム・ジャマル
演 - コリン・サーモン
マイケルXの仲間。
ソニア・バーン
演 - シャロン・モーン
娼館の主。政府高官のスキャンダル写真を保管していた。

## キャスト
| 役名                   | 俳優                                | 日本語吹替 |
| ---------------------- | ----------------------------------- | ---------- |
| テリー・レザー         | ジェイソン・ステイサム              | 山路和弘   |
| マルティーヌ・ラブ     | サフロン・バロウズ                  | 深見梨加   |
| ケヴィン・スウェイン   | スティーヴン・キャンベル・ムーア    | 家中宏     |
| デイヴ・シリング       | ダニエル・メイズ                    | 小松史法   |
| ガイ・シンガー         | ジェームズ・フォークナー            | 福田信昭   |
| バンバス               | アルキ・デヴィッド                  | 岩崎ひろし |
| エディ・バートン       | マイケル・ジブソン                  | 安齋龍太   |
| イングリッド・バートン | ジョージア・テイラー                | 冠野智美   |
| ティム・エヴェレット   | リチャード・リンターン              | 内田直哉   |
| マイルズ・アークハート | ピーター・ボウルズ                  | 藤本譲     |
| フィリップ・リスル     | アリスター・ペトリ                  | 荒川太朗   |
| ゲイル・ベンソン       | ハティ・モラハン                    |            |
| ウェンディ・レザー     | キーリー・ホーズ                    |            |
| ロウ・ヴォーゲル       | デヴィッド・スーシェ                | 村松康雄   |
| マイケルX              | ピーター・デ・ジャージー            | 天田益男   |
| ハキム・ジャマル       | コリン・サーモン                    |            |
| ソニア・バーン         | シャロン・モーン                    |            |
| 銀行員                 | ミック・ジャガー （ノンクレジット） |            |

- その他日本語吹替 - タルタエリ、宇乃音亜季、間宮康弘、澤田将考、ちふゆ、堀越省之助、庄司宇芽香

## スタッフ
- 監督：ロジャー・ドナルドソン
- 製作：スティーヴン・チャスマン、チャールズ・ローヴェン
- 撮影：マイケル・コールター
- プロダクションデザイン：ギャヴィン・ボケット
- 衣装デザイン：オディール・ディックス＝ミロー

## 歴史的背景
この映画は、ベイカーストリート強盗事件の史実に基づいている部分がある。1971年9月11日の夜、ロンドンのベイカー街とメリルボーンロードの交差点にあるロイズ銀行の支店に一味がトンネルを掘って侵入し、金庫室の貸金庫を強奪した。強盗団は銀行の2軒隣にあるル・サックという革製品店を借り、店と銀行の間にあったチキン・インというレストランの下を通って約40フィート（12メートル）のトンネルを掘った。 トンネル掘削は週末に作業をしながら3週間かかった。
アマチュア無線家であるロバート・ローランズは、強盗団と屋上の見張り役との無線通信を耳にした。彼は警察に通報し、その会話を録音し、その後公開された。映画には、見張り役の「金はお前の神かもしれないが、俺の神じゃない、俺は降りる」という発言など、ローランズが録音した会話と同じセリフが含まれている。
本作のプロデューサーは、本作の情報源が存在すると述べ、報道でそれがジョージ・マッキンドー（本作のエグゼクティブ・プロデューサー）であると特定された。マッキンドーは、事件の一味の2人と話をしたと主張し、彼らは撮影現場にも訪れたと述べた。映画のプロットは、マーガレット王女の性的な写真が保管されている貸金庫をめぐり、MI5が国家安全保障を理由に報道しないよう求めるD通告を発行するという架空の設定を含んでいる。マイケルXとの関係の可能性は、強盗に巻き込まれたと主張する2人の男性と話したというマッキンドーの資料に基づいている。デイリー・ミラー紙は、犯人だと主張する有罪判決を受けた強盗にインタビューし、彼は現場に児童ポルノも含む良からぬ写真があったが警察のために意図的に残したことを示唆した。映画製作者は、マルティーヌというキャラクターを作り上げたことを認め、デヴィッド・デンビーはザ・ニューヨーカー誌に「この映画のストーリーがどれだけ真実であるかを言うことは不可能である」と書いた。
ルー・フォーゲルという架空の人物は、1960年代から1970年代初頭にかけてのソーホーの主要人物で、1956年にトミー・"スカーフェイス"・スミソンを殺害した罪で1975年に収監されたポルノ作家でゆすり屋のバーニー・シルバーや、彼の同僚でポルノ作家のジェームズ・ハンプリーズに関わる後日談を示唆しているのかもしれない。1972年、サンデー・ピープル紙は、ロンドン警視庁特別機動隊のトップであるケネス・ドーリー警視監がハンフリーズとキプロスで2週間の豪華な休暇を過ごす写真を掲載し、警察がハンフリーズの家を捜索したところ、17人の警察官への支払いの明細が書かれた日記が見つかった。ハンフリーズは1974年、妻の元恋人に傷を負わせた罪で8年間投獄された。その後、1977年に行われた2つの大規模な汚職裁判で、スコットランドヤードの最高幹部たちに不利な証言をし、王室恩赦を受けて出獄した。1994年、ハンフリーズは売春業の収入で生活していたとして12ヶ月間投獄された。
マイケルXの登場人物紹介で、奴隷の首輪につながれた家主を導くシーンは、史実に基づいている。 マイケルXの貸金庫の中にジョン・レノンの写真がちらっと映るのは、映画で描かれたマイケルXの「ブラックハウス」本部をレノンが支援し、レノンが彼の保釈金を出したことにちなむものである。

## 製作

### 撮影
撮影の一部は、ベーカー街136番地にあるウェブスター社のオフィスで行われ、屋上が見張り場所の撮影に使用された。銀行と周囲の店の外観の撮影は、当時の雰囲気を再現することと撮影しやすさのため、パインウッド・スタジオ内にベーカー街を再現した特設セットで行われた。このセットは映像の上ではCGで拡張された。
また、地下鉄のオルドウィッチ駅構内や、パディントン駅でもロケが行われた。テリーとルー・フォーゲルの最終決戦が行われるパディントン駅の通用口のシーンの撮影にはチャタム工廠を使用した。

## 作品の評価

### 映画批評家によるレビュー
レビューアグリゲーターのRotten Tomatoesによると、148人の批評家のうち80％が本作を肯定的に評価し、平均評価は6.8/10であった。同サイトの批評家のコンセンサスは「キャストもよく、演出も鮮明な『バンク・ジョブ』は、イギリスの強盗スリラーとして十分に楽しめる作品です。」というものである。Metacriticによると、32人の批評家による加重平均スコアは100点満点中69点であり、「一般的に好意的な評価」を示している。CinemaScoreが行った観客の投票では、A+～Fスケールで平均「B+」を獲得している。

### 興行収入
本作は、米国とカナダで3,010万ドル、その他の地域で3,610万ドル（英国で810万ドルを含む）、全世界で6,610万ドルの興行収入を記録した。
この映画は北米で4位にランクインし、オープニングの週末に1,603の映画館で590万米ドルの売上を記録した。

### 受賞歴
第35回サターン賞
ノミネート：国際映画賞